# Трифун Димић (књига)
Трифун Димић: 1956–2001 је монографија о Трифуну Димићу на српском и ромском језику који је приредио Драгољуб Ацковић, објављена 2005. године у издању "Завода за културу Војводине, Меморијал Трифун Димић" из Новог Сада.

## О приређивачу
Драгољуб Ацовић (1952) завршио је Факултет политичких наука а затим и Филозофски факултет, одсек етнологија, последипломске студије на Правном факултету у Београду. Написао је неколико књига посвећених ромској проблематици, као и бројне текстове у домаћим и страним научним часописима. Од оснивања Комисије за проучавање живота и обичаја Рома САНУ, њен је активни члан. Од 1997. године члан је ромског и југословенског ПЕН клуба као и члан Удружења књижевника Србије од 1997. године. Члан је Светског парламента Рома из наше земље. Покретач је ромских гласила у Србији. Уредник је Ромског програма у Радио Београду. Живи и ради у Београду.

## О књизи
Књига Трифун Димић: 1956-2001 је зборник радова о Трифуну Димићу, сакупљачу ромских предања, клетви и благослова, митова и песама, и како га је уредник Ацовић назвао Просветитељ Рома. Намера уредника је била да се на примеран начин одужи великану ромског народа.
Корични наслов монографије је Ромолог Трифун Димић. Део текста је је упоредо на ромском и српском језику.
Књига је груписана у неколико целина: Покрет, Борац за културни и језички идентитет Рома, Ризничар културе Рома, Уредник, Песник, Саучешћа поводом смрти, Фотографије, и на крају Грађа за библиографију.